# Igor Vovkovinskiy

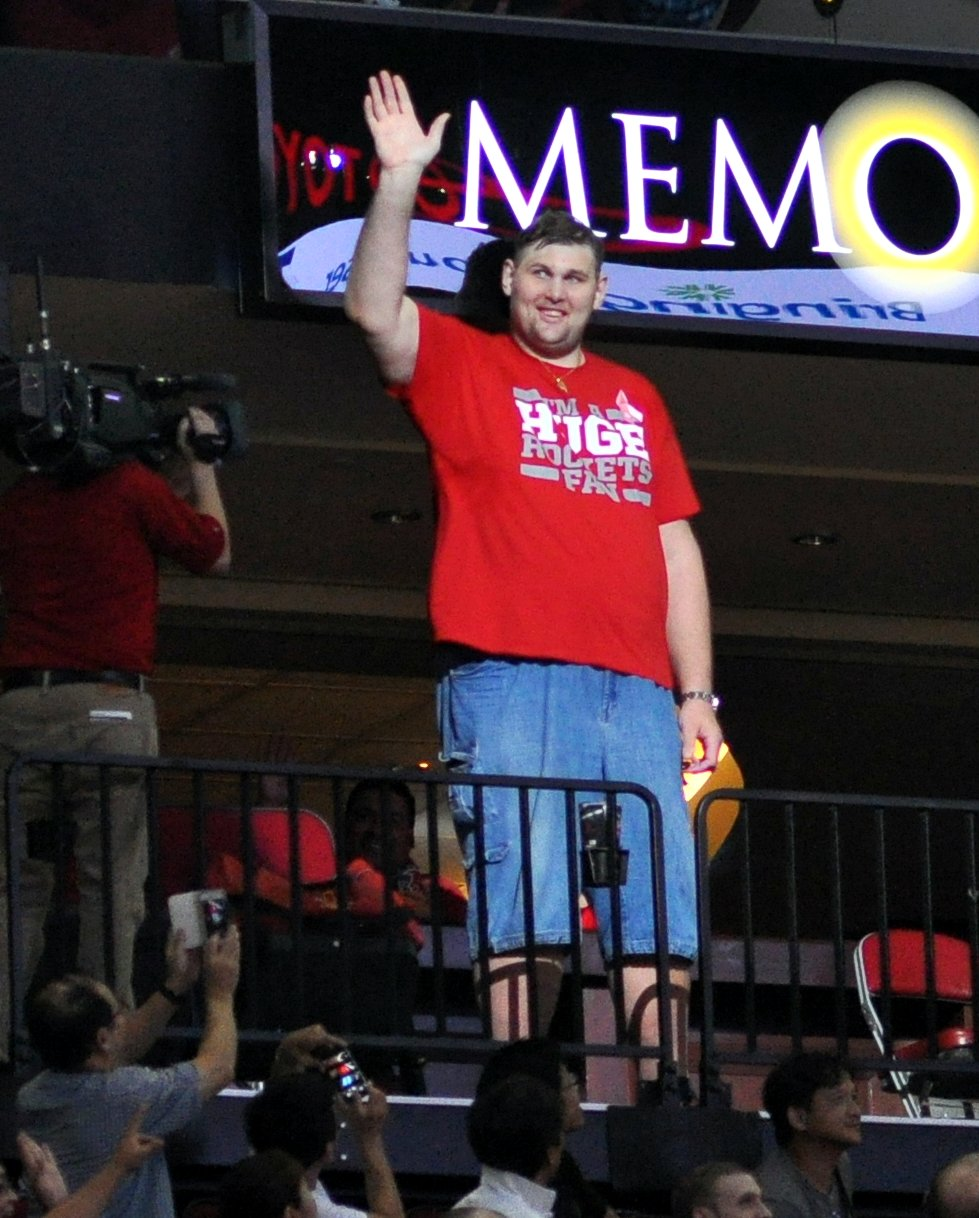
Igor Vovkovinskiy am 5. Oktober 2013 im Toyota Center in Houston, Texas

Igor Vovkovinskiy (ukrainisch Ігор Вовковинський Ihor Wowkowynskyj; * 18. September 1982 in Bar, Ukrainische SSR; † 20. August 2021 in Rochester, USA), auch bekannt als Igor Ladan, war ein ukrainisch-amerikanischer Jurastudent, Schauspieler und mit 234,5 cm der größte lebende Mensch in den Vereinigten Staaten, der den Rekord kurzzeitig von George Bell übernahm.

## Biografie
Ursprünglich aus der Ukraine stammend, zog Vovkovinskiy 1989 nach Rochester, Minnesota, um sich an der Mayo Clinic behandeln zu lassen. Zu diesem Zeitpunkt war er bereits mindestens 1,80 m groß.
Vovkovinskiy spielte in Werbespots und Filmen mit, darunter die Komödie Hall Pass aus dem Jahr 2011, und wurde vor allem dadurch bekannt, dass er bei einer Kundgebung von Barack Obama ein T-Shirt mit der Aufschrift World’s Biggest Obama Supporter trug. Er war die erste offiziell größte lebende Person aus zwei Ländern. Beim Auftritt der ukrainischen Sängerin Zlata Ohnjewitsch während des Eurovision Song Contests 2013 erschien er kurz auf der Bühne.
Vovkovinskiys Größe wurde auf einen Tumor zurückgeführt, der auf seine Hypophyse drückte, wodurch diese eine übermäßige Menge an Wachstumshormonen freisetzte. 2019 teilte er auf seinem YouTube-Kanal mit, dass er sich wegen eines Herzleidens in Behandlung befinde.
Vovkovinskiy wurde wegen einer Herzerkrankung ins Krankenhaus eingeliefert und starb am 20. August 2021 im Alter von 38 Jahren.